# Fritz Künzli
Pour les articles homonymes, voir Künzli.
Friedrich Künzli, dit Fritz Künzli, né le 8 janvier 1946 à Glaris et mort le 22 décembre 2019 à Zurich, est un footballeur international suisse. Avec le FC Zurich, il remporte deux championnats en 1966 et 1968.

## Biographie

### Les débuts
Fritz Künzli commence le football à neuf ans dans les sections jeunes du FC Glaris. À 15 ans, grâce à une autorisation spéciale il peut jouer avec l'équipe première avec laquelle il monte en quatrième division. À 17 ans, il joue en lever de rideau avant un huitième de finale de Coupe d'Europe, FC Zurich contre Galatasaray, quelque temps après ses parents reçoivent une proposition, dans leur restaurant, du Grasshopper Club Zurich, que ses parents n'accepteront pas. Quelques jours plus tard ils accepteront celle du FC Zurich pour une somme inférieure, le président du club ayant juste demandé leur meilleur vin, ce qui plu au père de Fritz.

### FC Zurich
En 1964, Fritz Künzli rejoint donc le FC Zurich, puis dès sa deuxième saison il gagne le doublé coupe-championnat. En 1968, quand le club gagne de nouveau le championnat Fritz Künzli marque 28 buts en 26 rencontres. Il sera trois fois meilleur buteur du championnat suisse, en 1970, 1972 et 1973. Il gagnera également quatre Coupes de Suisse.
Avec le FC Zurich il disputera 214 matchs et marquera 158 buts.

### FC Winterthour
En 1973, il rejoint le FC Winterthour avec qui il atteint la finale de la Coupe de la Ligue la même année, puis en 1975, la finale de la Coupe de Suisse.

### Fin de carrière
À 32 ans il s'engage avec Lausanne-Sport où lors de la saison 1977-1978 il remporte son quatrième trophée de meilleur buteur.
Avec 201 buts en 313 matchs, Fritz Künzli est le recordman dans le championnat suisse.
En 1978, il s'installe aux États-Unis, il ouvre une pâtisserie en Californie, et ne jouera que deux matchs pour les Sockers de San Diego. Après une expérience avec les Houston Hurricane, où il jouera huit matchs il revient en Suisse et jouera encore une saison pour les Young Fellows Zurich avant de terminer sa carrière sportive.

### En équipe nationale
Il honore sa première sélection le 17 octobre 1975 dans un match de qualification pour la Coupe du monde, à Amsterdam, contre les Pays-Bas. Les deux sélections suivantes ont lieu lors de la Coupe du monde 1966 en Angleterre, il joue contre l'Allemagne et l'Argentine. 
Il marque son premier but pour la Nati le 2 novembre 1966 dans un match de qualification pour le championnat d'Europe, contre la Roumanie. Dans le match retour gagné par les Suisses 7 à 1, il marque un doublé. Il participe aux six rencontres des matchs de qualification et marque cinq buts au total.
Le 16 novembre 1977, il porte pour la dernière fois le maillot de l'équipe de Suisse en rentrant en cours de jeu lors de la défaite 1 à 4 contre l'Allemagne, à Stuttgart.
Il totalise 44 sélections et marque 15 buts pour la Suisse.

## Vie privée
Dans son enfance, Fritz Künzli échappe deux fois à la mort : en bas âge, il tombe du premier étage et est récupéré par un passant puis à 15 ans, il survit à une avalanche, où neuf de ses camarades et son professeur trouvent la mort.
Après sa retraite du football, il exploite un restaurant à Zurich avec sa femme, ancienne actrice et mannequin, Monika Kaelin. Après 40 ans de mariage, le couple divorce, mais reste ensemble. Ils se marient de nouveau en 2010. Il meurt le 22 décembre 2019, quelques semaines après son ancien coéquipier et ami, Köbi Kuhn, ayant souffert de la maladie d'Alzheimer au cours de ses dernières années.

## Palmarès
- Champion de Suisse 1966, 1968, 1970, 1970, 1972 et 1973 avec le FC Zurich
- Meilleur buteur en 1967, 1968, 1970 et 1978

## Équipe nationale
- 42 sélections, 16 buts
- Première sélection : Pays-Bas-Suisse 0-0, le 17 octobre 1965 à Amsterdam
- Dernière sélection : Allemagne-Suisse 4-1, le 16 novembre 1977 à Stuttgart